# Ftaalazine
Ftaalazine is een Heterocyclische aromatische verbinding, die een pyridazine- en benzeenring bevat. Het is een vaste, wit tot gele kristallijne stof, die in water oplosbaar is. Ftaalazine is een isomeer van cinnoline, chinazoline en chinoxaline.
Ftaalazine is de stamverbinding van de groep van ftaalazines of benzopyridazines. Een van de bekendste daarvan is het geneesmiddel hydralazine.

## Synthese
Ftaalazine werd voor het eerst bereid door de condensatiereactie van 1,2-bis(dichloormethyl)benzeen (α,α,α',α'-tetrachloor-o-xyleen) met hydrazine. Bij de reactie wordt waterstofchloride vrijgesteld. Er kan ook gebruikgemaakt worden van 1,2-bis(dibroommethyl)benzeen.
Ftaalazine werd onder andere ook bereid door de condensatie van o-ftaalaldehyde met hydrazinehydraat.